# Kasseedorf
Kasseedorf est une commune allemande du Schleswig-Holstein, située dans l'arrondissement du Holstein-de-l'Est (Kreis Ostholstein), à six kilomètres au nord-est de la ville d'Eutin.

## Géographie

### Situation
Kasseedorf est une commune de 1 500 habitants, du Schleswig-Holstein, dans le Nord de l'Allemagne. Elle est située dans l'arrondissement du Holstein-de-l'Est (Kreis Ostholstein), et se trouve à six kilomètres au nord-est de la ville d'Eutin, une centaine de Hambourg, et 350 de Berlin. Kasseedorf est l'une des cinq communes de l'Amt Ostholstein-Mitte (« Moyen-Holstein-de-l'Est ») dont le siège est à Schönwalde am Bungsberg.
| Eutin | Kirchnüchel | Schönwalde am Bungsberg |
| Eutin | Kasseedorf  | Malente                 |
| Eutin | Süsel       | Altenkrempe             |

### Quartiers
La ville est divisée en 7 quartiers: Kasseedorf, Sagau, Stendorf, Bergfeld, Freudenholm, Griebel, Vinzieret Holzkaten.

### Réserve
Les étangs de Kasseedorf et leurs environs forment une réserve naturelle. Cette dernière couvre environ 132 hectares, et était enregistrée sous le numéro 170 dans la liste des zones protégées du ministère de l'Agriculture, de l'Environnement et des zones rurales allemand, mais en a été expulsé en 1961.
La réserve naturelle protège un moulin et des étangs, dont l'étang supérieur avec des zones riveraines, une ancienne zone d'exploitation du sol et des zones agricoles et forestières adjacentes.
La réserve naturelle est prise en charge par l'association de conservation de la nature Kasseedorf. 